# Wahlkreis Kingston and Surbiton
Der Wahlkreis Kingston and Surbiton ist ein Wahlkreis (englisch constituency) für die Wahl eines Abgeordneten des britischen Unterhauses (House of Commons).

## Ergebnisse

### Parlamentswahl 1997
| Kandidaten           | Kandidaten     | Parteien              | Stimmen | %    |
| -------------------- | -------------- | --------------------- | ------- | ---- |
|                      | Ed Davey       | Liberal Democrats     | 20.411  | 36,7 |
|                      | Richard Tracey | Conservative Party    | 20.355  | 36,6 |
|                      | Sheila Griffin | Labour Party          | 12.811  | 23,0 |
|                      | Gail Tchiprout | Referendum Party      | 1.470   | 2,6  |
|                      | Amy Burns      | UK Independence Party | 418     | 0,8  |
|                      | Mark Leighton  | Natural Law Party     | 100     | 0,2  |
|                      | Clifford Port  | Rainbow Dream Ticket  | 100     | 0,2  |
| Gesamt               | Gesamt         | Gesamt                | 55.665  | 100  |
|                      |                |                       |         |      |
| Quelle: UK Parlament |                |                       |         |      |

### Parlamentswahl 2001
| Kandidaten           | Kandidaten         | Parteien                         | Stimmen | %    |
| -------------------- | ------------------ | -------------------------------- | ------- | ---- |
|                      | Ed Davey           | Liberal Democrats                | 29.542  | 60,2 |
|                      | David Shaw         | Conservative Party               | 13.866  | 28,2 |
|                      | Philip Woodford    | Labour Party                     | 4.302   | 8,8  |
|                      | Christopher Spruce | Green Party of England and Wales | 572     | 1,2  |
|                      | Patricia Burns     | UK Independence Party            | 438     | 0,9  |
|                      | John Hayball       | Socialist Labour Party           | 319     | 0,6  |
|                      | Jeremy Middleton   | Unrepresented People’s Party     | 54      | 0,1  |
| Gesamt               | Gesamt             | Gesamt                           | 49.093  | 100  |
|                      |                    |                                  |         |      |
| Quelle: UK Parlament |                    |                                  |         |      |

### Parlamentswahl 2005
| Kandidaten           | Kandidaten           | Parteien               | Stimmen | %    |
| -------------------- | -------------------- | ---------------------- | ------- | ---- |
|                      | Ed Davey             | Liberal Democrats      | 25.397  | 51,0 |
|                      | Kevin Davis          | Conservative Party     | 16.431  | 33,0 |
|                      | Nick Parrott         | Labour Party           | 6.553   | 13,2 |
|                      | Barry Thornton       | UK Independence Party  | 657     | 1,3  |
|                      | John Hayball         | Socialist Labour Party | 366     | 0,7  |
|                      | David Henson         | Veritas                | 200     | 0,4  |
|                      | Rainbow George Weiss | Rainbow Dream Ticket   | 146     | 0,3  |
| Gesamt               | Gesamt               | Gesamt                 | 49.750  | 100  |
|                      |                      |                        |         |      |
| Quelle: UK Parlament |                      |                        |         |      |

### Parlamentswahl 2010
| Kandidaten           | Kandidaten         | Parteien                            | Stimmen | %    |
| -------------------- | ------------------ | ----------------------------------- | ------- | ---- |
|                      | Ed Davey           | Liberal Democrats                   | 28.428  | 49,8 |
|                      | Helen Whately      | Conservative Party                  | 20.868  | 36,5 |
|                      | Max Freedman       | Labour Party                        | 5.337   | 9,3  |
|                      | Jonathan Greensted | UK Independence Party               | 1.450   | 2,5  |
|                      | Chris Walker       | Green Party of England and Wales    | 555     | 1,0  |
|                      | Monkey Pope        | Official Monster Raving Loony Party | 247     | 0,4  |
|                      | Tony May           | Christian Peoples Alliance          | 226     | 0,4  |
| Gesamt               | Gesamt             | Gesamt                              | 57.111  | 100  |
|                      |                    |                                     |         |      |
| Ungültige Stimmen    | Ungültige Stimmen  | Ungültige Stimmen                   | 151     | 0,3  |
| Wähler               | Wähler             | Wähler                              | 57.262  | 70,6 |
| Wahlberechtigte      | Wahlberechtigte    | Wahlberechtigte                     | 81.115  |      |
|                      |                    |                                     |         |      |
| Quelle: UK Parlament |                    |                                     |         |      |

### Parlamentswahl 2015
| Kandidaten           | Kandidaten        | Parteien                               | Stimmen | %    |
| -------------------- | ----------------- | -------------------------------------- | ------- | ---- |
|                      | James Berry       | Conservative Party                     | 23.249  | 39,2 |
|                      | Ed Davey          | Liberal Democrats                      | 20.415  | 34,5 |
|                      | Lee Godfrey       | Labour Party                           | 8.574   | 14,5 |
|                      | Ben Roberts       | UK Independence Party                  | 4.321   | 7,3  |
|                      | Clare Keogh       | Green Party of England and Wales       | 2.322   | 3,9  |
|                      | Daniel Gill       | Christian Peoples Alliance             | 198     | 0,3  |
|                      | Laurel Fogarty    | Trade Unionist and Socialist Coalition | 174     | 0,3  |
| Gesamt               | Gesamt            | Gesamt                                 | 59.253  | 100  |
|                      |                   |                                        |         |      |
| Ungültige Stimmen    | Ungültige Stimmen | Ungültige Stimmen                      | 137     | 0,2  |
| Wähler               | Wähler            | Wähler                                 | 59.390  | 73,1 |
| Wahlberechtigte      | Wahlberechtigte   | Wahlberechtigte                        | 81.238  |      |
|                      |                   |                                        |         |      |
| Quelle: UK Parlament |                   |                                        |         |      |

### Parlamentswahl 2017
| Kandidaten           | Kandidaten        | Parteien                            | Stimmen | %    |
| -------------------- | ----------------- | ----------------------------------- | ------- | ---- |
|                      | Ed Davey          | Liberal Democrats                   | 27.810  | 44,7 |
|                      | James Berry       | Conservative Party                  | 23.686  | 38,1 |
|                      | Laurie South      | Labour Party                        | 9.203   | 14,8 |
|                      | Graham Matthews   | UK Independence Party               | 675     | 1,1  |
|                      | Chris Walker      | Green Party of England and Wales    | 536     | 0,9  |
|                      | Jason Chinnery    | Official Monster Raving Loony Party | 168     | 0,3  |
|                      | Michael Basman    | unabhängig                          | 100     | 0,2  |
| Gesamt               | Gesamt            | Gesamt                              | 62.178  | 100  |
|                      |                   |                                     |         |      |
| Ungültige Stimmen    | Ungültige Stimmen | Ungültige Stimmen                   | 87      | 0,1  |
| Wähler               | Wähler            | Wähler                              | 62.265  | 76,3 |
| Wahlberechtigte      | Wahlberechtigte   | Wahlberechtigte                     | 81.588  |      |
|                      |                   |                                     |         |      |
| Quelle: UK Parlament |                   |                                     |         |      |

### Parlamentswahl 2019
| Kandidaten           | Kandidaten        | Parteien                            | Stimmen | %    |
| -------------------- | ----------------- | ----------------------------------- | ------- | ---- |
|                      | Ed Davey          | Liberal Democrats                   | 31.103  | 51,1 |
|                      | Aphra Brandreth   | Conservative Party                  | 20.614  | 33,9 |
|                      | Leanne Werner     | Labour Party                        | 6.528   | 10,7 |
|                      | Sharron Sumner    | Green Party of England and Wales    | 1.038   | 1,7  |
|                      | Scott Holman      | Brexit Party                        | 788     | 1,3  |
|                      | James Giles       | unabhängig                          | 458     | 0,8  |
|                      | Chinners Chinnery | Official Monster Raving Loony Party | 193     | 0,3  |
|                      | Roger Glencross   | UK Independence Party               | 124     | 0,2  |
| Gesamt               | Gesamt            | Gesamt                              | 60.846  | 100  |
|                      |                   |                                     |         |      |
| Ungültige Stimmen    | Ungültige Stimmen | Ungültige Stimmen                   | 135     | 0,2  |
| Wähler               | Wähler            | Wähler                              | 60.981  | 74,4 |
| Wahlberechtigte      | Wahlberechtigte   | Wahlberechtigte                     | 81.975  |      |
|                      |                   |                                     |         |      |
| Quelle: UK Parlament |                   |                                     |         |      |

### Parlamentswahl 2024
| Kandidaten           | Kandidaten        | Parteien                             | Stimmen | %    |
| -------------------- | ----------------- | ------------------------------------ | ------- | ---- |
|                      | Ed Davey          | Liberal Democrats                    | 25.870  | 51,1 |
|                      | Helen Edward      | Conservative Party                   | 8.635   | 17,0 |
|                      | Eunice O’Dame     | Labour Party                         | 6.561   | 13,0 |
|                      | Mark Fox          | Reform UK                            | 4.787   | 9,4  |
|                      | Debojyoti Das     | Green Party of England and Wales     | 3.009   | 5,9  |
|                      | Yvonne Tracey     | Kingston Independent Residents Group | 1.177   | 2,3  |
|                      | Ali Abdulla       | Workers Party of Britain             | 395     | 0,8  |
|                      | Gent Chinners     | Official Monster Raving Loony Party  | 230     | 0,5  |
| Gesamt               | Gesamt            | Gesamt                               | 50.664  | 100  |
|                      |                   |                                      |         |      |
| Ungültige Stimmen    | Ungültige Stimmen | Ungültige Stimmen                    | 149     | 0,3  |
| Wähler               | Wähler            | Wähler                               | 50.813  | 65,7 |
| Wahlberechtigte      | Wahlberechtigte   | Wahlberechtigte                      | 77.353  |      |
|                      |                   |                                      |         |      |
| Quelle: UK Parlament |                   |                                      |         |      |